# 来待駅
来待駅（きまちえき）は、島根県松江市宍道町東来待にある、西日本旅客鉄道（JR西日本）山陰本線の駅である。

## 歴史
- 1929年（昭和4年）12月25日：鉄道省山陰本線湯町駅（現・玉造温泉駅） - 宍道駅間に新設[1]。旅客・貨物取扱開始[1]。
- 1962年（昭和37年）10月1日：貨物取扱廃止[1]。
- 1972年（昭和47年）2月10日：荷物扱い廃止[2]、無人駅化[3]。
- 1987年（昭和62年）4月1日：国鉄分割民営化に伴い、西日本旅客鉄道（JR西日本）の駅となる[1]。
- 2003年（平成15年）9月：旧駅舎解体。
- 2009年（平成21年）11月29日：開業80周年記念式典開催。
- 2016年（平成28年）12月17日：ICカード「ICOCA」の利用が可能となる[4][広報 1]。ICカード専用簡易改札機で対応。

## 駅構造

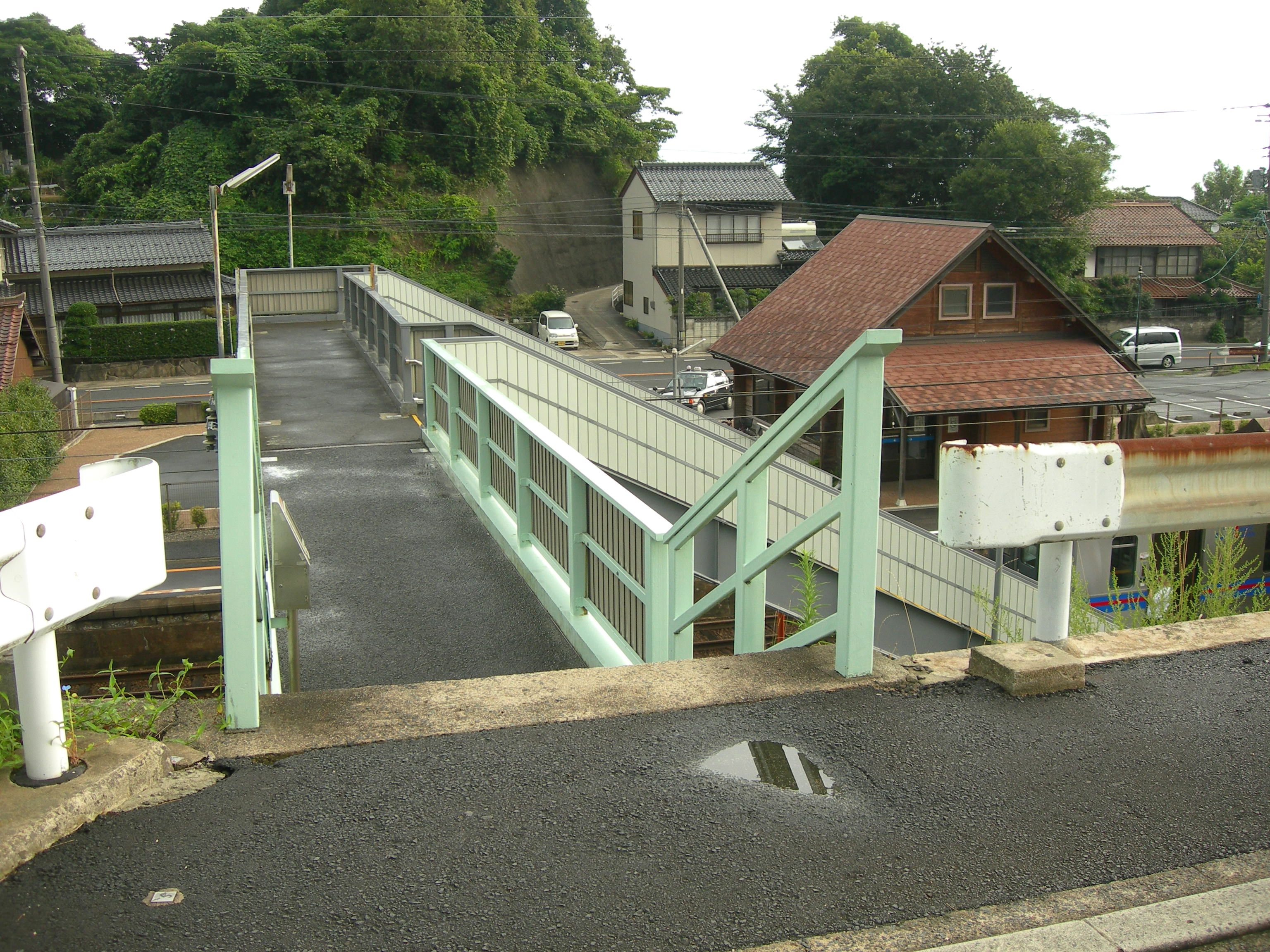
駅舎反対側の出入口（2011年7月）

相対式ホーム2面2線を有する地上駅。当駅 - 玉造温泉駅間は複線区間となる。そのため、松江方複線・出雲市方単線の交換可能駅でもある。駅舎は上りホーム側にあり、両ホームは跨線橋で連絡している。この跨線橋の駅舎反対側にも出入口がある。
松江駅管理の無人駅。

### のりば
| のりば | 路線     | 方向 | 行先             |
| ------ | -------- | ---- | ---------------- |
| 1      | 山陰本線 | 上り | 松江・米子方面   |
| 2      | 山陰本線 | 下り | 出雲市・浜田方面 |

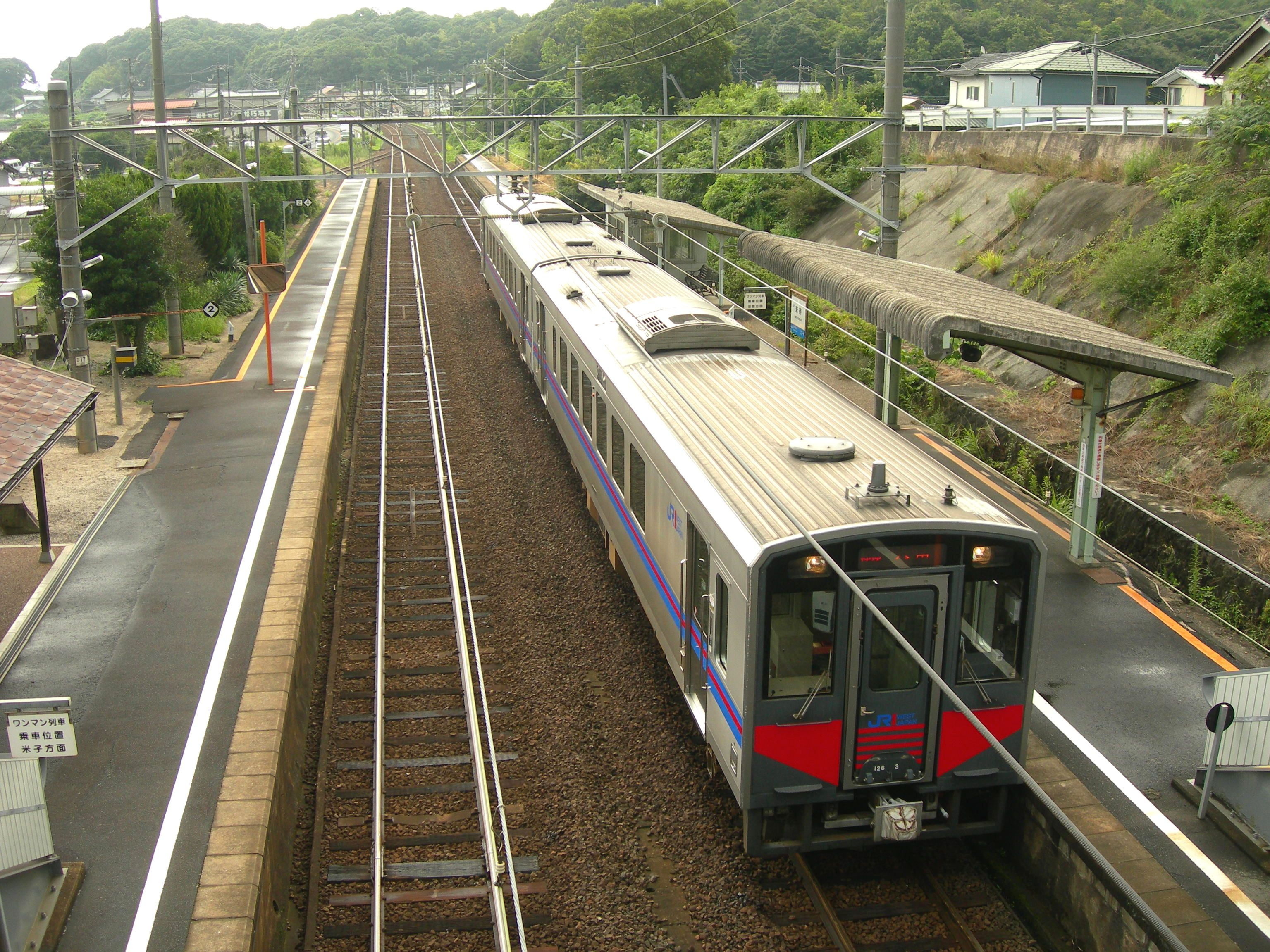
ホーム（松江方面、2011年7月）
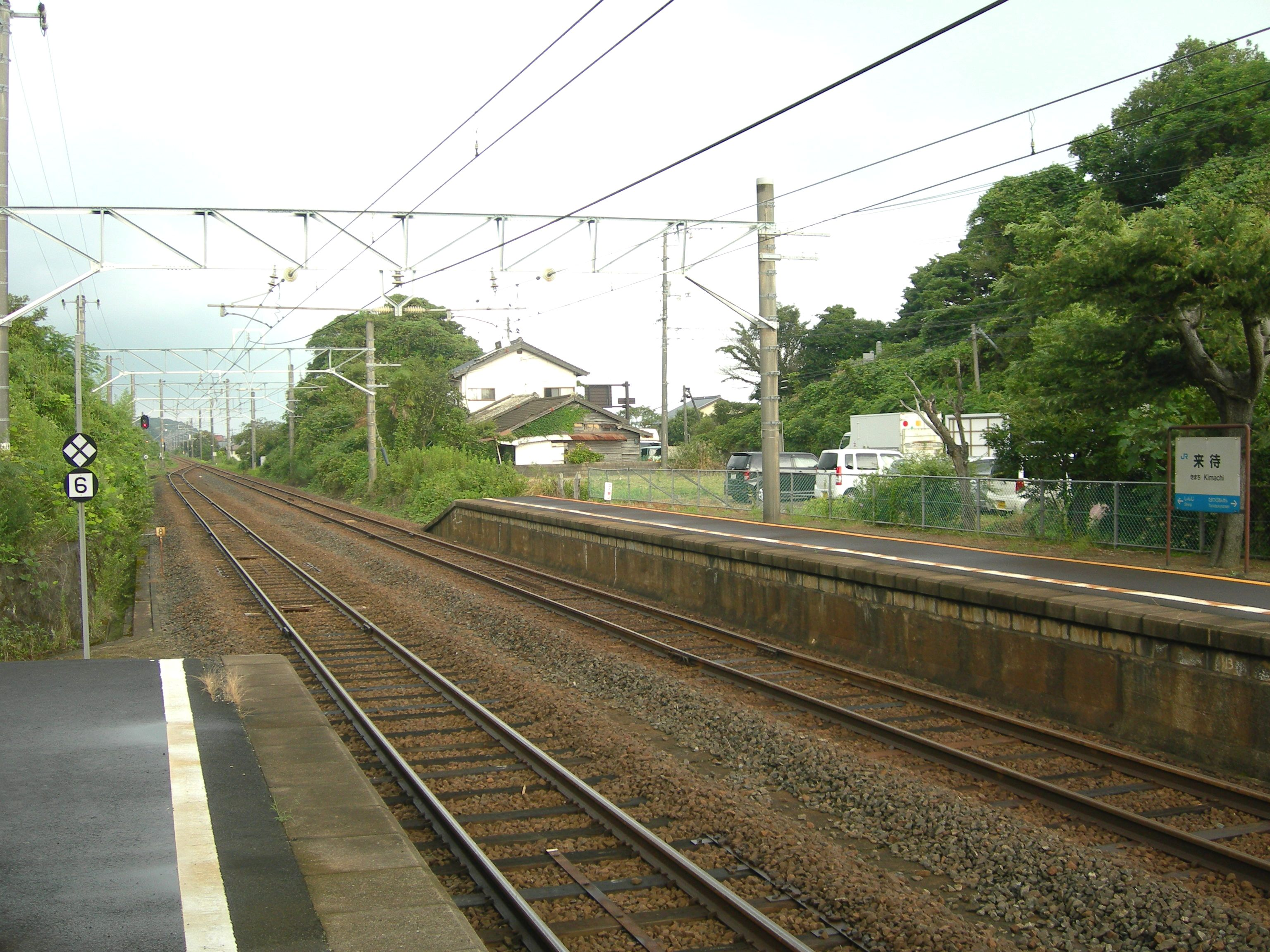
ホーム（出雲市方面、2011年7月）

## 利用状況
2022年度の1日平均乗車人員は107人である。2004年度は124人、1994年度は232人、1984年度は237人だった。
近年の1日平均乗車人員の推移は以下の通り。
| 乗車人員推移 | 乗車人員推移 |
| 年度         | 1日平均人数  |
| ------------ | ------------ |
| 1999         | 199          |
| 2000         | 177          |
| 2001         | 156          |
| 2002         | 150          |
| 2003         | 131          |
| 2004         | 124          |
| 2005         | 125          |
| 2006         | 142          |
| 2007         | 164          |
| 2008         | 151          |
| 2009         | 146          |
| 2010         | 130          |
| 2011         | 144          |
| 2012         | 149          |
| 2013         | 159          |
| 2014         | 139          |
| 2015         | 141          |
| 2016         | 137          |
| 2017         | 134          |
| 2018         | 131          |
| 2019         | 127          |
| 2020         | 116          |
| 2021         | 111          |
| 2022         | 107          |

## 駅周辺
国道9号沿いにあり、すぐ近くに宍道湖がある。来待地区はかつて、来待石の採石で栄えていた。
- 松江警察署 来待駐在所
- 来待郵便局
- 国道9号
- 島根県道267号海潮宍道線
- 宍道コミュニティバス来待駅停留所
- モニュメント・ミュージアム来待ストーン：当駅より徒歩15分[7]

## 隣の駅
西日本旅客鉄道（JR西日本）
 山陰本線
■快速
通過
■普通
玉造温泉駅 - 来待駅 - 宍道駅

#### 広報資料・プレスリリース等1次資料
1. ↑  山陰線（出雲市～伯耆大山駅間）、伯備線（根雨駅、生山駅、新見駅）ICOCAご利用開始日・自動改札機ご利用開始日決定! - 西日本旅客鉄道（2016年10月18日付）

#### 統計資料
1. ↑  “島根県統計書”. しまね統計情報データベース.   島根県政策企画局. 2025年2月4日閲覧。